# Джавара, Дауда Кайраба
Дауда Кайраба Джавара (англ. Dawda Kairaba Jawara, 16 мая 1924, Бараджалли, Гамбия — 27 августа 2019) — политический деятель Гамбии, премьер-министр и глава правительства Гамбии при королеве Елизавете II как правящем монархе c 1962 по 1970 год и первый президент независимой Гамбии с 1970 по 1994 год.

## Биография
Родился в семье богатого торговца самой многочисленной в стране национальности — мандинка.
Учился в Батерсте (ныне Банжул) и Аккре (Гана), с 1948 по 1953 год учился в ветеринарный колледж при университете Глазго (где стал главой Африканской ассоциации студентов и членом студенческой лейбористской организации) и Ливерпульском университете (Великобритания). Возвратившись в Гамбию в 1954 году, поступил на государственную ветеринарную службу и принял христианство. В 1958—1960 годах — главный ветеринар Гамбии.
В декабре 1959 года основал Народную прогрессивную партию, ориентированную не на столичную, а на сельскую и провинциальную элиты и стал её лидером. В 1960-62 — министр просвещения и социального благосостояния, в 1962-63 — главный министр. В октябре 1963 года, после предоставления Гамбии полного внутреннего самоуправления, назначен премьер-министром.
С февраля 1965 года — премьер-министр независимой Гамбии (в 1965—1967 был одновременно министром иностранных дел), с 1970 — президент (по конституции 1970 года — глава государства и правительства), главнокомандующий вооружёнными силами и (с мая 1985) — министр обороны. Многократно переизбирался президентом (1966, 1972, 1977, 1982, 1987, 1992).
В июле-августе 1981 года подпольная Гамбийская социалистическая революционная партия во главе с Кукои Самба Саньянгом при поддержке части силовиков предприняла попытку государственного переворота. Подавить её удалось только с помощью сенегальских войск. После этого Джавара согласился на создание Конфедерации Сенегамбия с 1 февраля 1982 года и стал её вице-президентом (президентом был глава Сенегала Абду Диуф, конфедерация просуществовала до сентября 1989 года). Зависимое от Сенегала во всех отношениях положение и нахождение всех силовых структур под руководством сенегальцев вызвало растущее недовольство населения.
В середине 1985 года стал инициатором программы экономического оздоровления страны, одной из наиболее широких программ экономической перестройки, разработанных в Африке к югу от Сахары. С помощью команды экономистов из Гарвардского института международного развития и Международного валютного фонда, была значительно реформирована экономическая структура страны. Экономика ожила, увеличились валютные запасы, хотя это стоило удвоения дефицита государственного бюджета. Одновременно в стране резко выросла коррупция (включая правящую партию) и удвоилось число министерств. Правда, сам Джавара не был замечен в чрезмерном обогащении, сумев дистанцироваться от непопулярных чиновников.
Тем не менее к 1992 году Гамбия была одной из беднейших стран Африки и всего мира, со средней продолжительностью жизни 45 лет, уровнем детской смертности 292 из 1000 новорожденных, смертность 227 на 1000, причём 120 из каждых 1000 новорожденных умирали от малярии. В стране уровень неграмотности достигал 75 процентов, только 40 процентов населения имели доступ к питьевой воде, а более 75 процентов населения жили в условиях абсолютной нищеты.
В 1970-х — 1980-х годах — президент Постоянного межгосударственного комитета по борьбе с засухой в Сахеле, председатель Исламского комитета мира. В 1988—89 годах — председатель экономического сообщества стран Западной Африки (ЭКОВАС). С 1990 — почётный доктор юриспруденции университета Глазго.
На последних своих выборах в 1992 году получил 56 % голосов (в 1982 — 72,4 %, в 1987 — 59,2 %).
22 июля 1994 года группа солдат во главе с лейтенантом Яйя Джамме штурмом взяла президентский дворец. Джавара был выслан из страны (на американском военном корабле его доставили в Сенегал) и жил в Лондоне. В 2002 году вернулся на родину, согласившись никогда не заниматься политической деятельностью. До самой смерти жил в городе Фаджара.